# Point Reyes National Seashore

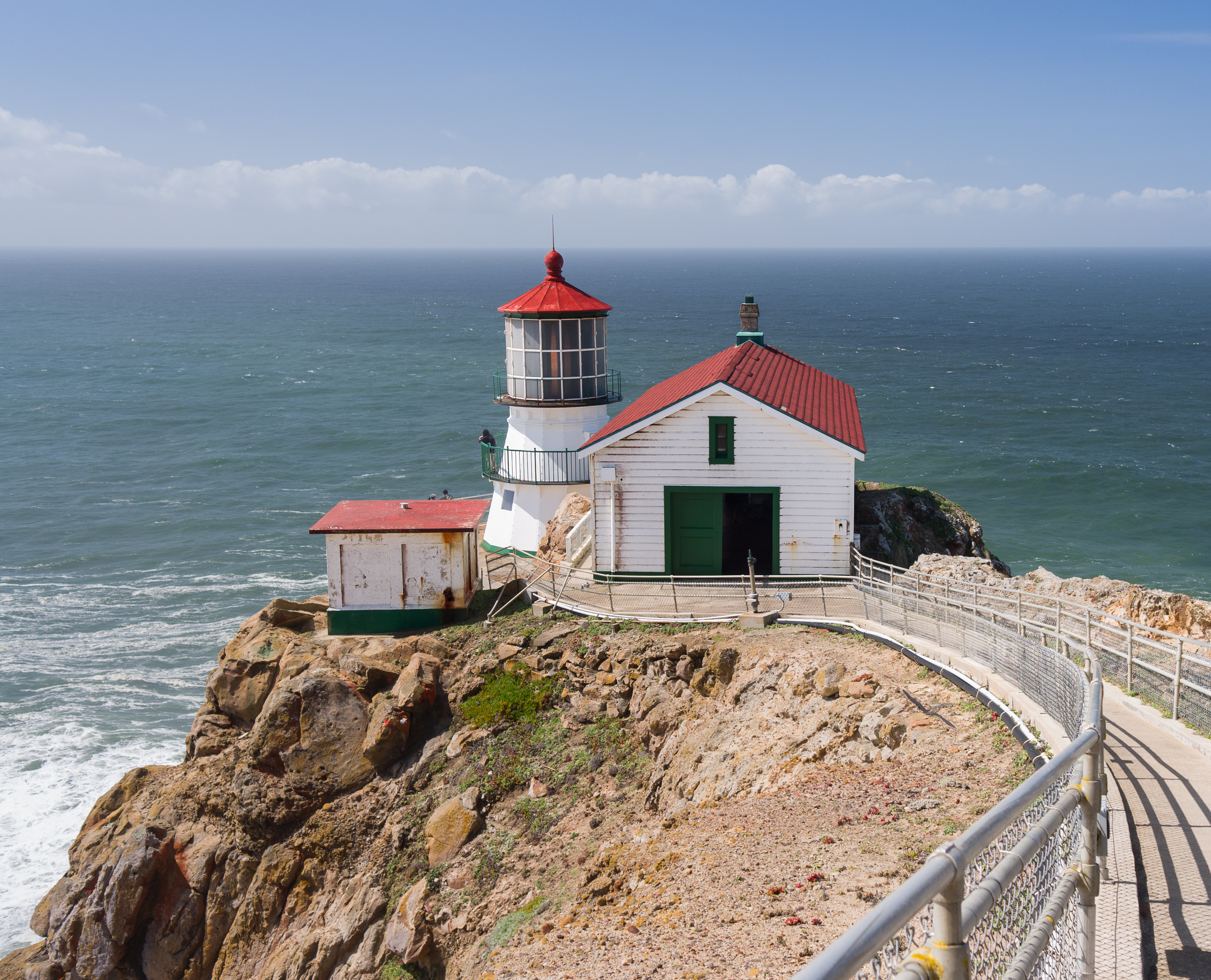
Point Reyes Lighthouse

Die Point Reyes National Seashore ist ein Schutzgebiet an der Pazifikküste im Marin County, etwa 55 Kilometer nördlich von San Francisco im US-Bundesstaat Kalifornien. Sie umfasst nahezu die volle Fläche einer geologisch bemerkenswerten Halbinsel sowie einen kleinen Streifen des Ozeans. Das knapp 290 km² große Schutzgebiet wurde am 13. September 1962 unter US-Präsident John F. Kennedy eingerichtet, wird vom National Park Service verwaltet und von über zwei Millionen Besuchern im Jahr zum Wandern, Zelten und zur Naturbeobachtung besucht.

## Geologie
Das Gebiet verdankt seine Besonderheit der Plattentektonik. Die Point Reyes Halbinsel liegt auf der Pazifischen Platte, die sich im Verhältnis zur Nordamerikanischen Platte nach Norden bewegt. Zwischen ihnen verläuft die San-Andreas-Verwerfung. Das Granit-Gestein der Halbinsel entspricht geologisch dem der Tehachapi Mountains, rund 500 Kilometer weiter südlich, zwischen Bakersfield und Los Angeles. Heute ist der Verlauf der San-Andreas-Verwerfung durch die Küstenlinie im Süden des Gebietes und die 20 Kilometer lange, aber nur einen Kilometer breite Tomales Bay östlich der Halbinsel markiert. Ein Earthquake-Trail genannter Lehrpfad informiert über die Geologie, die Geschichte und die Erdbeben in der Region.

## Landschaftsbild
Die Halbinsel hat grob die Form eines Dreiecks, dessen Spitze in westsüdwestlicher Richtung in den Pazifik zeigt. Der südliche Teil des Gebietes ist eine überwiegend bewaldete Hügelkette, deren höchster Punkt der Mount Wittenberg mit 428 Meter ist. Der Norden besteht aus einer langgezogenen Landzunge, die die Tomales Bucht vom Meer trennt. Die Spitze des Dreiecks ist auf ihrer Südseite durch eine Drakes Estero genannte Bucht mit mehreren tiefen Fingern gegliedert. Am äußersten Punkt liegt der Point Reyes Leuchtturm.
Das Kap ist der windigste Punkt der nordamerikanischen Pazifikküste, die höchste gemessene Windgeschwindigkeit betrug 212 km/h, und zugleich der Ort mit dem zweithäufigsten Auftreten von Nebel auf dem nordamerikanischen Kontinent.

## Flora und Fauna
Die harschen klimatischen Bedingungen auf dem baumfreien Felsplateau haben eine an diese Bedingungen angepasste Pflanzenwelt geschaffen. Die als California coastal prairie bezeichnete Lebensgemeinschaft ist geprägt durch kurzhalmige Gräser, die mit vielfältigen, überwiegend einjährigen Blütenpflanzen durchsetzt sind. Darunter sind mehrere Arten, die nur an wenigen Standorten überlebt haben. Chorizanthe valida (englisch Sonoma spineflower) aus der Familie der Knöterichgewächse wuchs bis im Jahr 2000 in nur einem kleinflächigen Bestand im Schutzgebiet und wurde seither von den Rangern an einem zweiten Standort etabliert.

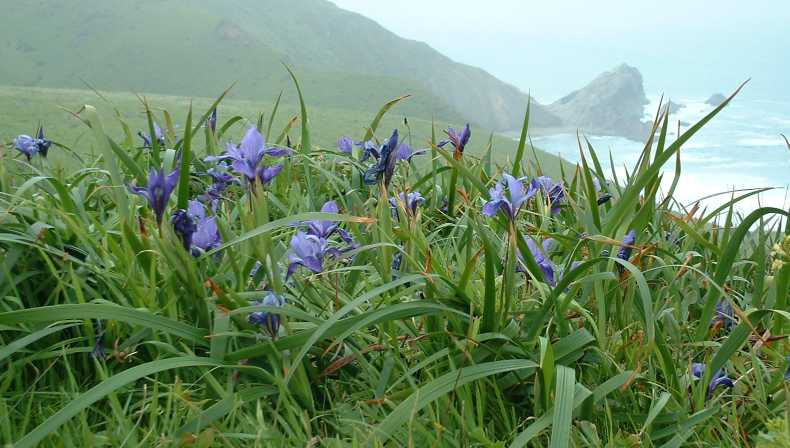
Douglas-Iris

Für das Gebiet typisch sind die Douglas-Iris (Iris douglasiana), mehrere Arten der Gattung Waldlilien (Trillium), Haselwurzarten und mehrere Nachtkerzengewächse. Das Areal enthält auch das südlichste Vorkommen der seltenen und ausschließlich an der kalifornischen Küste vorkommenden Lilium maritimum.
Die Hügelkette im Süden der Halbinsel ist großteils bewaldet, auf der Nordflanke auf Granitboden ist die Bischofs-Kiefer die Leitart der Wälder. Die Südseite mit Böden aus Schiefer und Sandstein wird überwiegend von Douglasien bestanden. Hier kommt der bedrohte Fleckenkauz vor.
Die Strände von Point Reyes sind das wichtigste Brutgebiet des Seeregenpfeifers in Kalifornien, sein Schutz war der wesentliche Grund für die Unterschutzstellung 1962. Im Gebiet kommen aber auch andere bedeutende Arten vor, wie die Schopfwachtel, der symbolische Staatsvogel Kaliforniens, der Coho-Lachs, die Steelheadforelle und das Stummelschwanzhörnchen. Kalifornische Seelöwen leben in einer besonders exponierten Bucht.
In den 1970er-Jahren wurden zehn Tule-Wapiti im Gebiet angesiedelt. Aus ihnen entstanden bis heute (Stand: 2014) zwei Herden mit zusammen etwa 500 Tieren. Davon lebt knapp die Hälfte in einem eingezäunten Gebiet der ehemaligen Pierce Point Ranch am Tomales Point, die anderen verteilen sich frei im Rest des Gebiets. Der Wanderfalke wird seit kurz nach der Jahrtausendwende in einem Wiedereinbürgerungsprojekt gefördert. Er brütete früher in einer größeren Population in der Steilküste.
Point Reyes ist in besonderem Maße für die Vogelwelt bedeutend. Im Gebiet wurden rund 490 Arten nachgewiesen, das ist annähernd die Hälfte aller Vogelarten Nordamerikas. Diese herausragende Biodiversität verdankt die Halbinsel der Kombination der Lage im milden, feuchten Klima am Vogelzug-Weg entlang der Küste, den vielfältigen Landschaften mit Küste, Hügeln verschiedener Höhenlage, Felsstrukturen, offenen Landschaften, sowie dem großflächigen Schutzgebiet.
In den Monaten Mai und November können von der Küste Grauwale auf ihrem Zug entlang der Küste beobachtet werden.

## Geschichte
Die ursprünglichen Bewohner der Point-Reyes-Halbinsel waren Coast Miwoks. Sie lebten in Dörfern aus Rundhütten mit zwischen 75 und mehreren hundert Bewohnern an Fluss- und Bachläufen. Als Jäger und Sammler lebten sie ganzjährig von Meeresfrüchten aller Art, jagten Weißwedelhirsche, Kaninchen, Hühnervögel wie die Schopfwachtel und ausweislich von Funden auch den Eichelspecht.

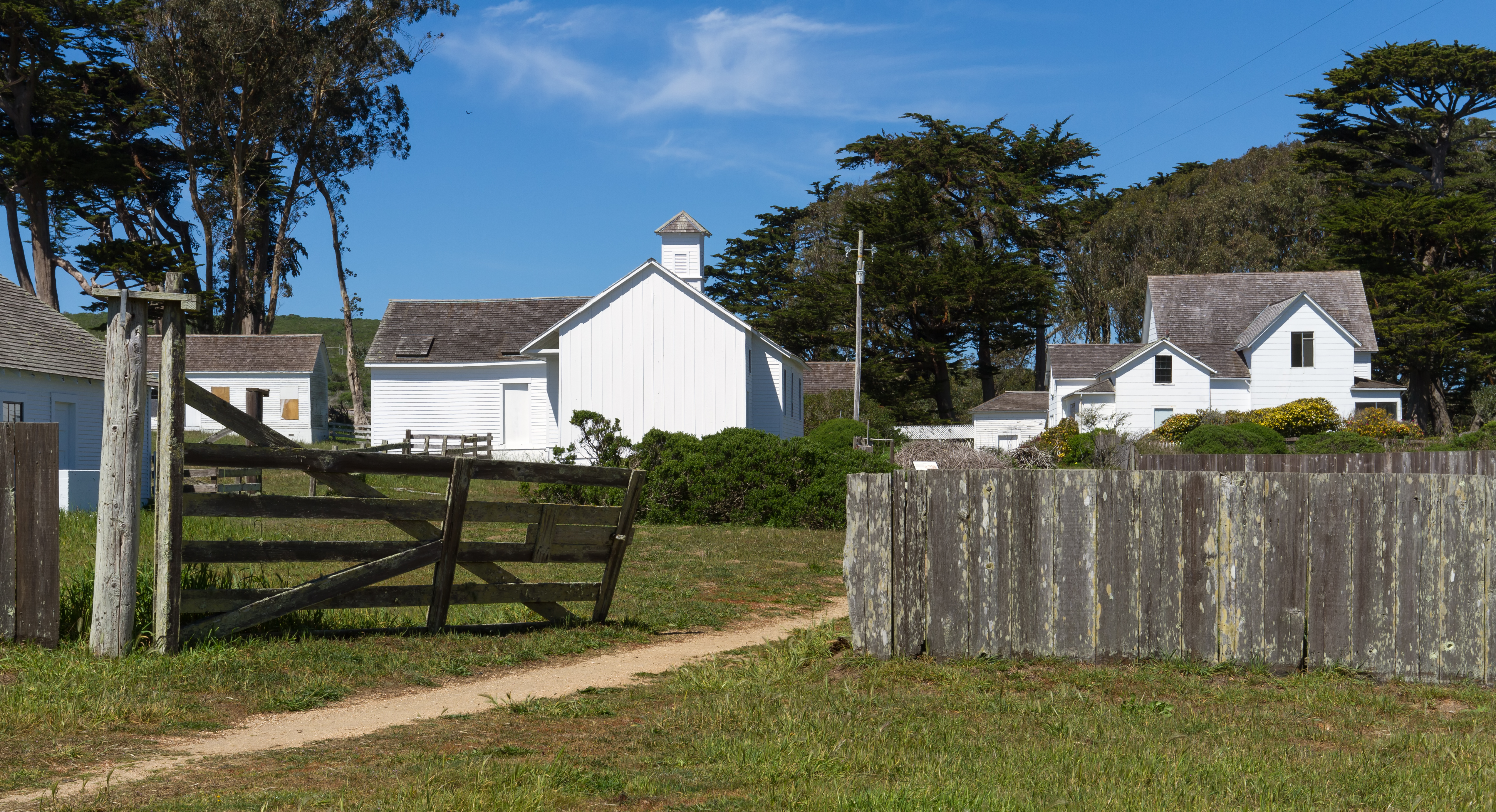
Pierce Point Ranch, einer der ehemaligen Milchviehbetriebe von Point Reyes

Im Jahr 1579 kam Francis Drake auf seiner Weltumseglung an die Küste Kaliforniens. Die Bucht Drake Estero auf der Südseite des Halbinsel ist nach ihm benannt, es ist jedoch nicht sicher, dass sich seine Flotte wirklich hier aufhielt. Ende des 16. Jahrhunderts entwickelte sich eine Route der spanischen Flotte von den Philippinen nach Mexiko, die die Strömungen des Pazifischen Ozeans ausnützte und an der Küste vorbeiführte. Der Portugiese Sebastián Rodríguez Cermeño stand in spanischen Diensten, als er 1595 in der Bucht Schiffbruch erlitt. Am 6. Januar 1603 benannte Sebastián Vizcaíno das Kap nach den Heiligen Drei Königen als Punta de los Reyes.

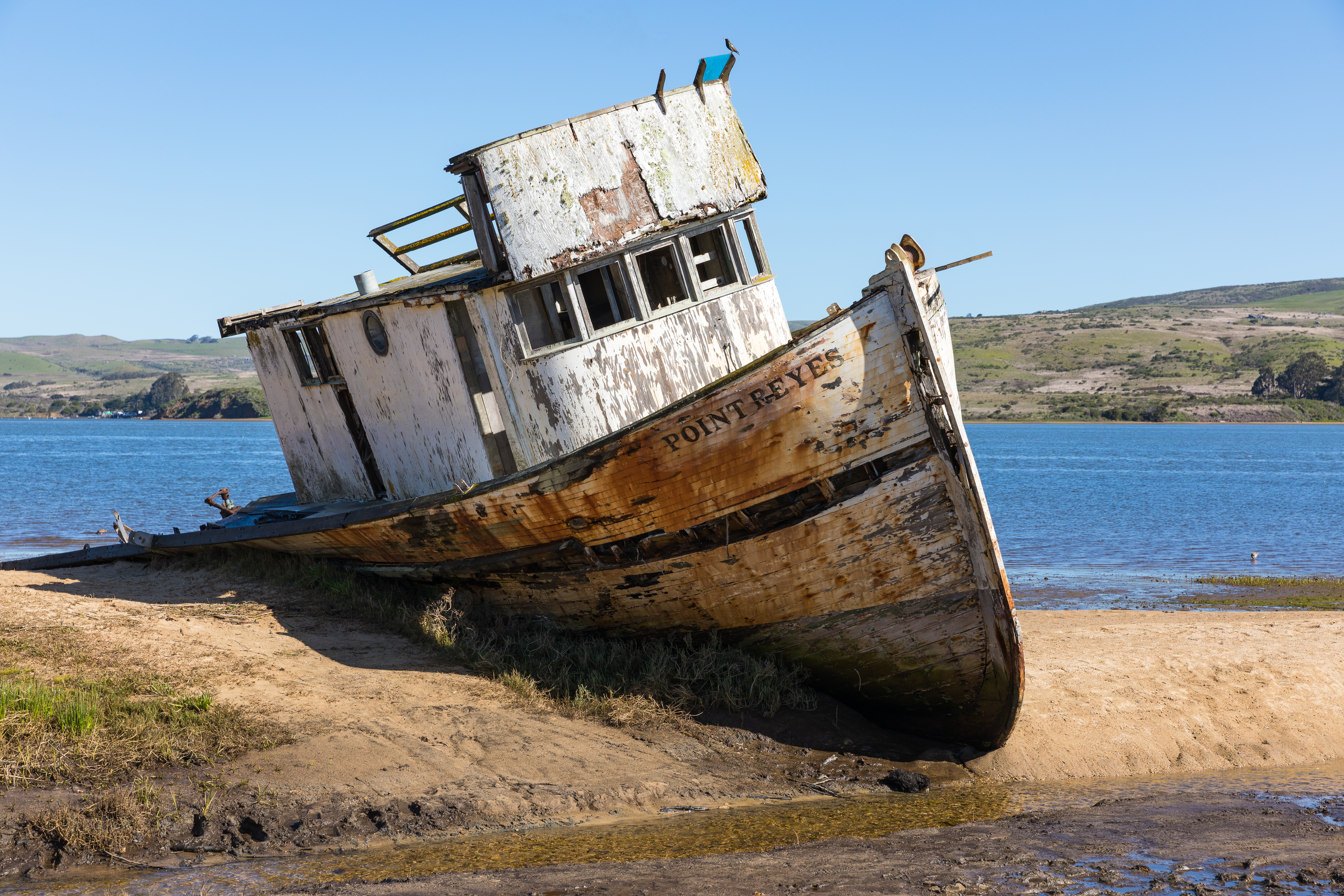
Schiffswrack im Ort Inverness in Point Reyes

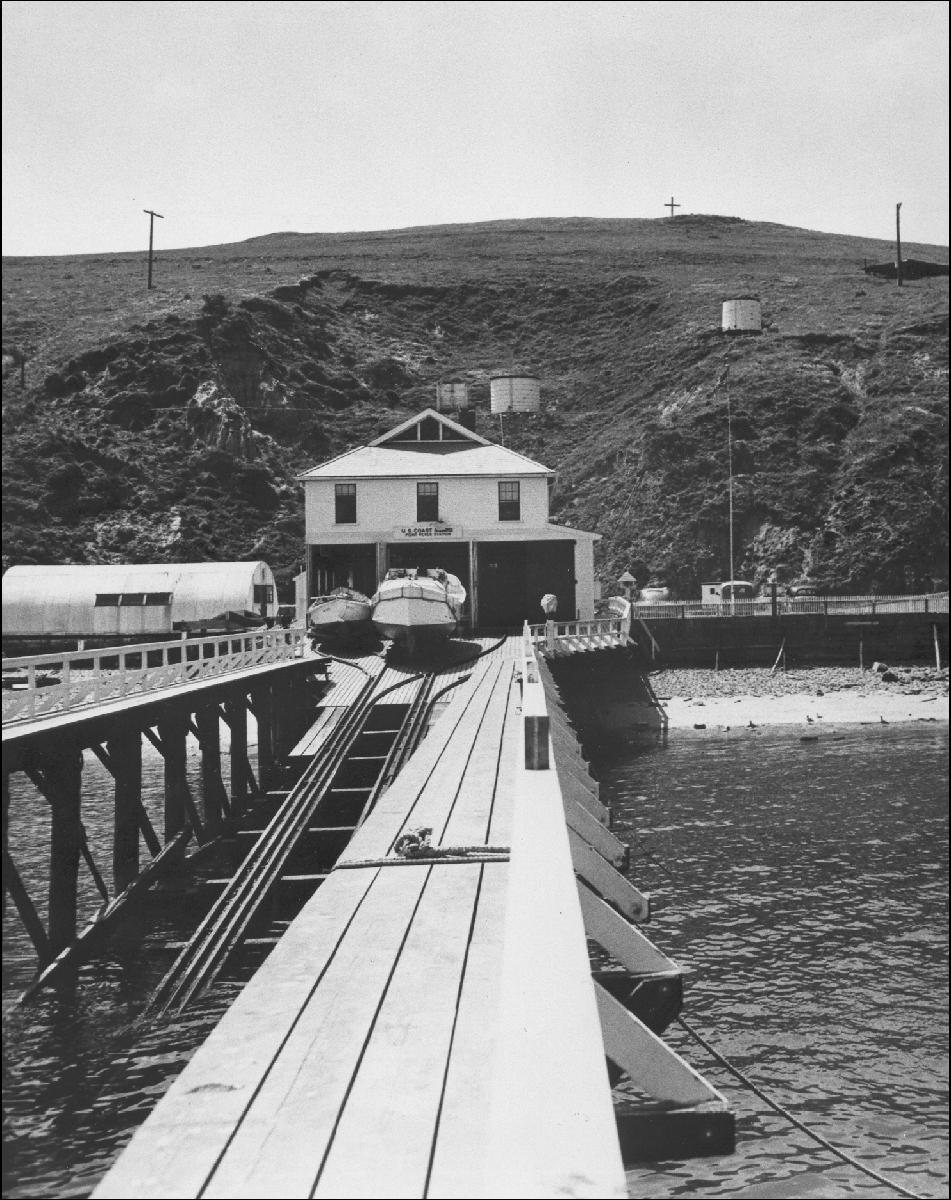
Die Seenotrettungsstation von Point Reyes, 1950

Ein Klostergut der Franziskaner (OFM) hatte 1817 die erste Rinderfarm auf die Nordseite der Bucht von San Francisco gebracht. In der Folge siedelten sich in der Region und auch auf der Point-Reyes-Halbinsel Milchviehbetriebe an. Mit dem kalifornischen Goldrausch kam Kapital an die Westküste und 1857 kauften Rechtsanwälte aus San Francisco namens Shafter, Shafter, Park, and Heydenfeldt über 20.000 ha auf der Halbinsel. Sie banden die bestehenden Farmen zusammen mit durch europäische Einwanderer bewirtschafteten neuen Betrieben in ein gemeinsames Marketingkonzept ein und produzierten Butter unter der Marke Point Reyes. Die Milchwirtschaft litt unter Überweidung einerseits und Verbuschung andererseits und kurz nach dem San-Francisco-Erdbeben von 1906 schlossen einige Betriebe. Die Weltwirtschaftskrise von 1929 führte zur Schließung weiterer Farmen in den 1930er Jahren und dem Zusammenbruch der Familienunternehmen Shafter, Park und Hydenfeldt.
Der Leuchtturm von Point Reyes liegt an einer der exponiertesten Stellen der kalifornischen Küste. Extreme Winde und der häufige Nebel gefährden die Schifffahrt entlang der Küste und zur Bucht von San Francisco. Deshalb wurde bereits 1870 ein Leuchtturm errichtet. Die Fresnellinse war modernste Technik und musste aus Frankreich importiert werden.
Auf der Südseite des Kaps liegt eine ehemalige Seenotrettungsstation. Ihr Vorgänger wurde 1888 am westlichen Sandstrand errichtet und zog 1927 an die heutige Stelle um. Sie wurde zunächst vom United States Life-Saving Service, nach deren Gründung von der United States Coast Guard betrieben und 1968 eingestellt. Das Bootshaus mit der Helling ist erhalten sowie einige Nebengebäude der Wohnhäuser für die Besatzung der Station. Im Bootshaus befindet sich das originale Motorrettungsboot, Baujahr 1953, vom Typ TRS mit 36 Fuß Länge, das ein Standardtyp der Coast Guard war, von dem aber nur wenige erhalten sind. Die Station ist als National Historic Landmark registriert.
Nach dem Zweiten Weltkrieg siedelten sich Veteranen in der Bay Area an und auch auf der Point-Reyes-Halbinsel gab es Pläne zur Erschließung mit Siedlungen. Dem gegenüber standen Bestrebungen von Naturschutzorganisationen unter der Führung des Sierra Club, die schon seit 1936 um Point Reyes ein großflächiges Naturschutzgebiet für die Küstenökosysteme forderten. 1962 wurde der größte Teil der Halbinsel als National Seashore ausgewiesen.

## Situation und Naturschutz

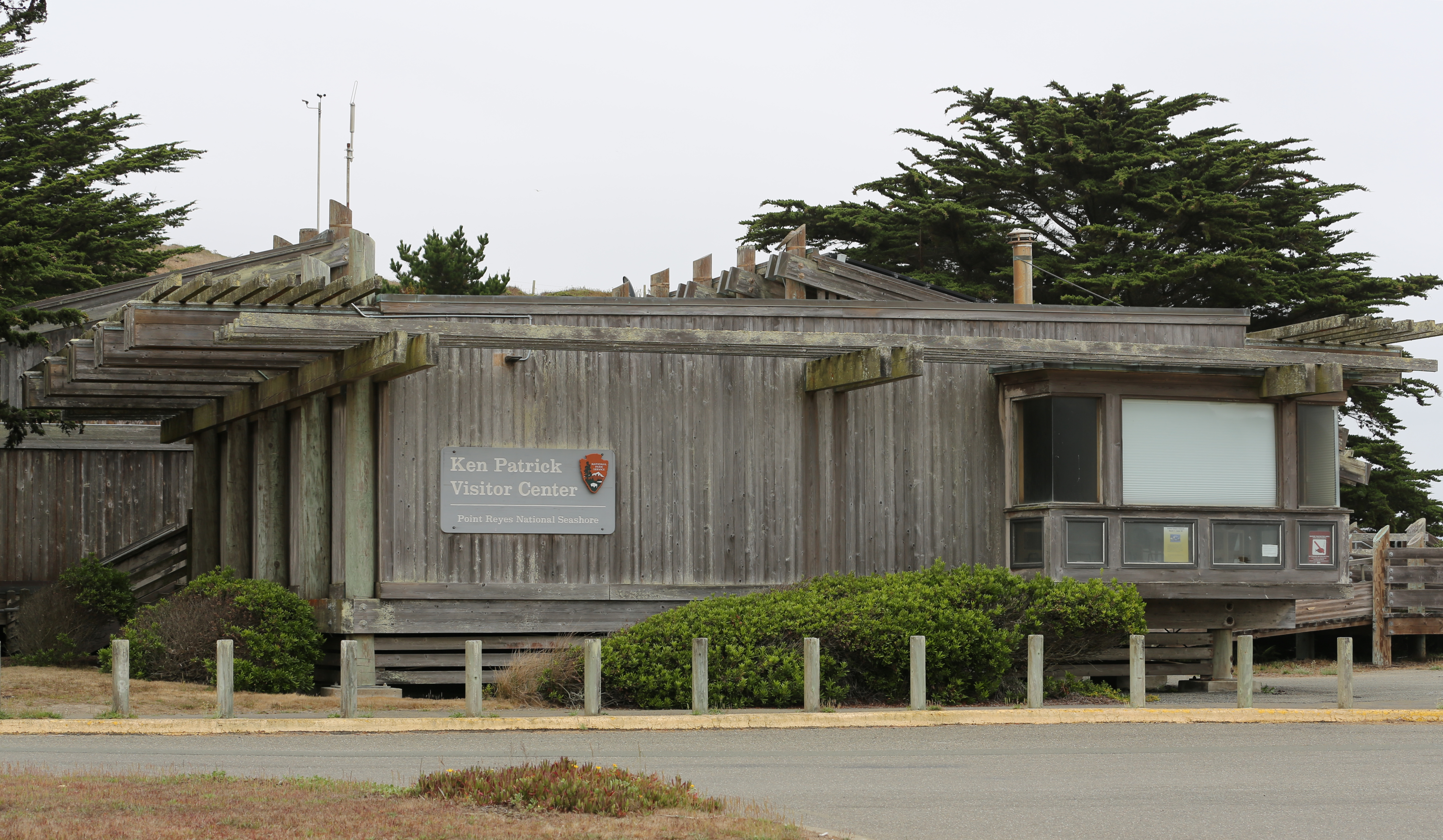
Ken Patrick-Besucherzentrum

Teile des Gebietes sind durch menschliche Nutzung über knapp etwa ein Jahrhundert vor der Unterschutzstellung stark beeinträchtigt. Landwirtschaft, insbesondere in Form der Milchviehhaltung prägte das Zentrum der Halbinsel. Dadurch veränderte sich auch die Zusammensetzung der Tier- und Pflanzenwelt. Heute werden eingewanderte Pflanzenarten, wie Ginster und Efeu in mühevoller Handarbeit aus dem Gebiet entfernt, um die ursprüngliche Artenzusammensetzung wiederherzustellen. Bis heute arbeiten etwa 30 Milchviehbetriebe auf der Halbinsel unter Lizenz des National Park Service und nutzen rund ein Viertel der Gesamtfläche des Gebietes.
In den 1950er Jahren war die Errichtung mehrerer Siedlungen im heutigen Schutzgebiet geplant, was schließlich zur Unterschutzstellung beitrug. Etwa 45 Prozent des Schutzgebietes unterliegen seit 1976 als Phillip Burton Wilderness dem weitergehenden Schutz eines Wilderness Areas. 2002 wurde beschlossen, dass die Drakes Bay ab 2012 ebenfalls als Wilderness ausgewiesen werden soll, wenn die Betriebserlaubnis für die bis zu diesem Jahr noch genehmigte Austern-Farm ausliefe.
Die Austernfarm wurde 2005 an einen neuen Betreiber verkauft, der trotz der auslaufenden Betriebsgenehmigung und der anstehenden Ausweisung als Wildnis auf einen längeren Betrieb hoffte. Ende 2012 erhob er Klage gegen die Nicht-Verlängerung seiner Betriebserlaubnis und suchte Verbündete in der regionalen und nationalen Politik. Seine Klagen wurden von allen Instanzen abgewiesen, während der Verfahren ging der Betrieb weiter. In der Zwischenzeit wurde am 4. Dezember 2012 die gesamte Bucht als Wilderness Area ausgewiesen. Im Oktober 2014 schlossen die Austern-Farm und der National Park Service einen außergerichtlichen Vergleich, nachdem der Betrieb der Farm zum Jahresende 2014 eingestellt wurde.
Eine Bedrohung des Schutzgebietes stellt der illegale Anbau von Cannabis dar. In den abgelegenen, bewaldeten Teilen werden Hanf-Plantagen errichtet, die teilweise mit Mitteln der industriellen Landwirtschaft ausgebaut werden. Sie zeichnen sich durch den Einsatz von Düngemitteln und Bewässerungsanlagen aus und gehen offenkundig von der organisierten Kriminalität aus. Daneben stehen kleine Pflanzungen privater Anbauer. Jedes Jahr werden Pflanzen, aus denen Marihuana im Straßenpreis von mehreren Millionen Dollar gewonnen werden kann, im Gebiet entdeckt und entfernt. Die Anlage von Bewässerungsanlagen und der Einsatz von Düngemitteln schädigen das Schutzgebiet nachhaltig.

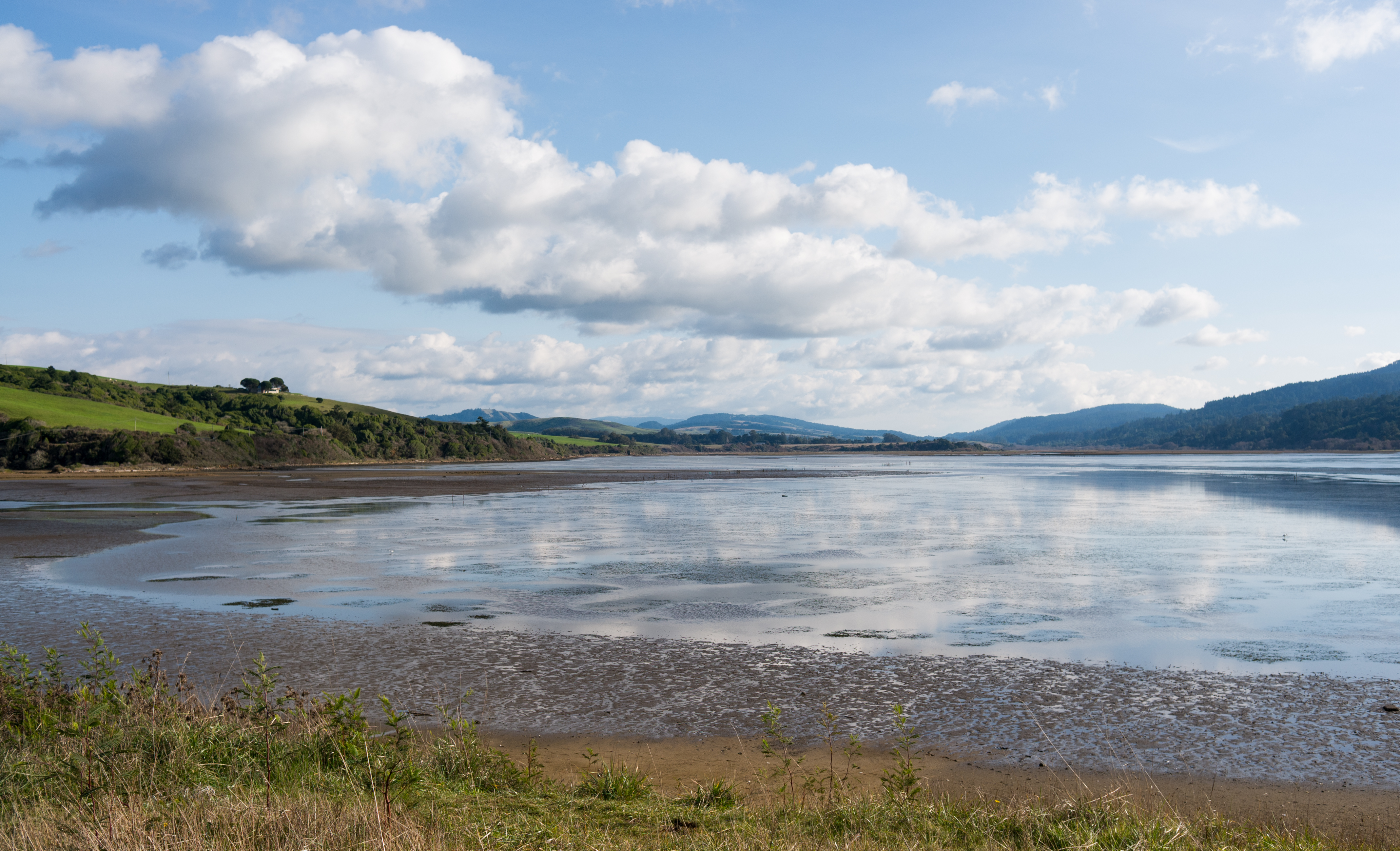
Tomales Bay State Park

## Erholung
Die über zwei Millionen Besucher im Jahr sind weit überwiegend Tagesbesucher aus dem Großraum San Francisco, für den Point Reyes ein wichtiges Naherholungsgebiet darstellt. Knapp 250 Kilometer Wanderwege und 130 Kilometer unberührte Küstenlinie ziehen vor allem Wanderer an. Das Kap mit dem Leuchtturm ist der meistbesuchte Ort im Gebiet. Schwimmen ist im Pazifik nicht möglich, das Wasser ist ganzjährig zu kalt und die harte Brandung ist lebensgefährlich. Ein kleiner Badestrand liegt knapp außerhalb des Schutzgebietes an der flachen und geschützten Tomales Bucht.
An der Spitze des Point Reyes liegt der Endpunkt des American Discovery Trail, einem Fernwanderweg von 10.800 Kilometer Länge quer durch die USA.
Zur Hauptsaison der Walbeobachtung zwischen Ende Dezember und Ende April werden an Wochenenden mit gutem Wetter die Straßen im Schutzgebiet für den privaten Verkehr gesperrt und stattdessen ein Shuttlebus-System angeboten.
Es gibt keine Restaurants oder ausgebauten Übernachtungsmöglichkeiten im Gebiet. Für Mehrtages-Wanderer und nur zu Fuß erreichbar sind im Hinterland vier Campingplätze ausgewiesen.
Benachbarte Schutz- und Erholungsgebiete sind:
- Golden Gate National Recreation Area
- Muir Woods National Monument
- Samuel P. Taylor State Park
- Tomales Bay State Park (mit Badestrand)

## Wissenswertes
In Point Reyes wurde ein Großteil des Horrorfilms The Fog – Nebel des Grauens von John Carpenter gedreht. Vor allem der Leuchtturm spielt in diesem Film eine zentrale Rolle.